# Joe and Mac 3: Lost in the Tropics
Joe and Mac 3 : Lost in the Tropics (ジョーアンドマック戦え原始人3主役はやっぱり, Tatakae Genshijin 3 : Shuyaku wa Yappari Joe and Mac), ou bien Joe and Mac 2 : Lost in the Tropics en Amérique du Nord, est un jeu vidéo de plates-formes développé et édité par Data East en 1994 sur Super Nintendo.